# Charles de Breteuil
Pour les articles homonymes, voir Famille Le Tonnelier de Breteuil et Breteuil.
Charles Le Tonnelier, comte de Breteuil, né le 26 juin 1905 dans le 8e arrondissement de Paris et décédé le 24 septembre 1960 à Rabat (Maroc), est un homme de presse français.

## Biographie
Charles de Breteuil est le fils de Gaston de Breteuil (1864-1937), qui sera chargé de mission aux États-Unis par les ministères des finances et du ravitaillement en 1915/1916 en vue de préparer l'emprunt anglo-français, et d'Edyth Grant, ainsi que le neveu de Henry Le Tonnelier de Breteuil et d'Adele Capell, comtesse d'Essex (en). Il suit des études de droit et voyage à Madagascar et en Afrique-Occidentale française.

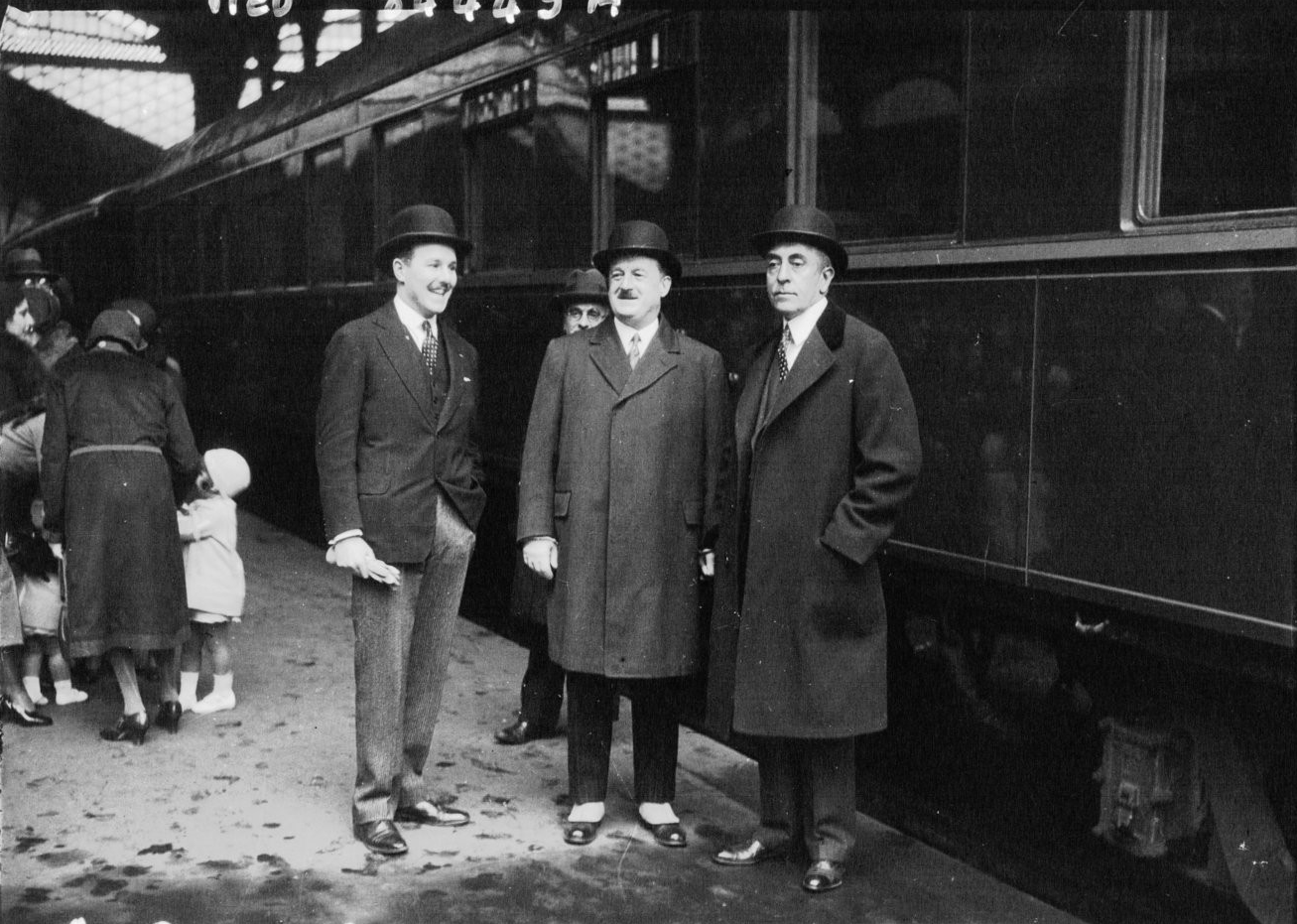
Charles de Breteuil (à gauche), avec Vatin-Pérignon et C. Bascom Slemp à la gare Saint-Lazare, lors de l'Exposition coloniale internationale de 1931.

Il devient chef de cabinet du gouverneur général Marcel Olivier à l'Exposition coloniale internationale de 1931, puis accompagne Paul Reynaud lors d'un séjour en Indochine.
Lors d'une mission d'étude minière en Afrique, il s'étonne de constater que Dakar n'a pas de quotidien. Breteuil se lance alors dans le monde de la presse en créant la Société africaine de publicité et d'édition fusionnée (SAPEF) et fonde plusieurs journaux, tels que Paris-Dakar en 1933 (premier quotidien d'Afrique noire, devenu Dakar-Matin, puis Le Soleil), Paris-Congo, Paris-Tana en 1936 et Paris-Bénin en 1938, en s'inspirant du Paris-Soir de Jean Prouvost, qu'il connaissait personnellement, constituant ainsi un réél empire quasi monopolistique à travers l'Afrique noire. Il développe son groupe avec la création d’Abidjan-Matin, de La presse de Guinée, de La presse du Cameroun (devenu Cameroon Tribune), de Bingo, de Dakar-Jeunes en 1942, d’Afrique-Matin, ...
En 1951, il prend le contrôle de La Dépêche marocaine de Tanger, puis, de 1952 à 1955, la direction des Annales coloniales à Paris, ainsi que de la revue France-Outre-mer.
Il soutient financièrement, en 1953, la création de L'Express,, aux côtés d'Antoine Riboud, de Henry Goüin, de Lucien Rachet, des Gradis,, qui seront suivis par Jean Riboud et la famille Seydoux,.
Il est élu membre de l'Académie des sciences d'outre-mer le 22 janvier 1960.
Marié en premières noces à Solange de Ganay, fille du comte Gérard de Ganay et de Zélie Schneider (fille de Henri Schneider), puis en secondes noces à Madeleine Redier (dite Boule de Breteuil, propriétaire de la villa Taylor à Marrakech et cousine germaine d'Antoine Redier), il est le père de Michel de Breteuil, fondateur du magazine Amina et président de La Revue littéraire du monde noir, et de Jean de Breteuil, (1949-1972), dealer des stars, dont Jim Morrison.

## Sources
- Hommes et destins: dictionnaire biographique d'Outre-Mer, 1975
- Rosalynde Ainslie, The Press in Africa: communications past and present, Gollancz, 1966
- Erik Essousse, La liberté de la presse écrite au Cameroun:ombres et lumières, 2008
- Gilles Kraemer, Trois siècles de presse francophone dans le monde: hors de France, de Belgique, de Suisse et du Québec, 1995
- Thierry Perret, Le temps des journalistes-L'invention de la presse en Afrique francophone, 2005